# Oleksandr Svatok
Oleksandr Sergijovitsj Svatok (Oekraïens: Олександр Сергійович Сваток; Dnjeprodzerzjinsk, 27 september 1994) is een Oekraïens voetballer die doorgaans als centrale verdediger speelt. In juli 2024 verruilde hij SK Dnipro-1 voor Austin. Svatok maakte in 2023 zijn debuut in het Oekraïens voetbalelftal.

## Clubcarrière
Svatok speelde in de jeugdopleiding van FK Dnipro en maakte ook zijn officiële debuut voor die club. Op 28 november 2013 werd in de UEFA Europa League gespeeld tegen Pandurii Târgu Jiu. Door treffers van Nikola Kalinić, Roman Zozoelja, Jevhen Sjachov en Sergij Kravtsjenko scoorde Dnipro viermaal, door een benutte strafschop van Eric de Oliveira werd het uiteindelijk 4–1. Svatok begon op de reservebank en coach Juande Ramos liet hem in de vierenzestigste minuut invallen voor Jevjen Tsjeberjatsjko. In 2014 speelde hij een halfjaar op huurbasis voor Volyn Loetsk. Voor Volyn speelde hij vier competitiewedstrijden, waarna hij terugkeerde naar Dnipro. Daar speelde hij in anderhalf jaar acht duels, maar in het seizoen 2016/17 kwam de verdediger tot eenendertig optredens in de Premjer Liha.
In de zomer van 2017 maakte Svatok de overstap naar Zorja Loehansk, waar hij zijn handtekening zette onder een verbintenis voor de duur van twee seizoenen. Svatok werd in februari 2019 voor circa 375 duizend euro overgenomen door Hajduk Split. Voor ongeveer hetzelfde bedrag keerde de Oekraïner een jaar later terug naar zijn vaderland, bij SK Dnipro-1. Svatok vertrok weer in juli 2024, toen Austin hem voor circa 1,2 miljoen euro overnam en een contract voor drieënhalf jaar voorschotelde.

## Clubstatistieken
| Seizoen | Club           | Competitie          | Competitie | Competitie | Beker | Beker | Internationaal | Internationaal | Totaal | Totaal |
| Seizoen | Club           | Competitie          | Wed.       | Dlp.       | Wed.  | Dlp.  | Wed.           | Dlp.           | Wed.   | Dlp.   |
| ------- | -------------- | ------------------- | ---------- | ---------- | ----- | ----- | -------------- | -------------- | ------ | ------ |
| 2013/14 | FK Dnipro      | Premjer Liha        | 0          | 0          | 0     | 0     | 1              | 0              | 1      | 0      |
| 2014/15 | → Volyn Loetsk | Premjer Liha        | 4          | 0          | 2     | 0     | —              | —              | 6      | 0      |
| 2014/15 | FK Dnipro      | Premjer Liha        | 5          | 0          | 1     | 0     | 0              | 0              | 6      | 0      |
| 2015/16 | FK Dnipro      | Premjer Liha        | 3          | 0          | 2     | 0     | 0              | 0              | 5      | 0      |
| 2016/17 | FK Dnipro      | Premjer Liha        | 31         | 0          | 3     | 0     | —              | —              | 34     | 0      |
| 2017/18 | Zorja Loehansk | Premjer Liha        | 25         | 1          | 1     | 0     | 6              | 1              | 32     | 2      |
| 2018/19 | Zorja Loehansk | Premjer Liha        | 16         | 0          | 1     | 0     | 4              | 0              | 21     | 0      |
| 2018/19 | Hajduk Split   | 1. HNL              | 10         | 0          | 0     | 0     | —              | —              | 10     | 0      |
| 2019/20 | Hajduk Split   | 1. HNL              | 6          | 0          | 1     | 0     | 2              | 0              | 9      | 0      |
| 2019/20 | SK Dnipro-1    | Premjer Liha        | 7          | 0          | 0     | 0     | —              | —              | 7      | 0      |
| 2020/21 | SK Dnipro-1    | Premjer Liha        | 16         | 1          | 1     | 0     | —              | —              | 17     | 1      |
| 2021/22 | SK Dnipro-1    | Premjer Liha        | 18         | 0          | 1     | 0     | —              | —              | 19     | 0      |
| 2022/23 | SK Dnipro-1    | Premjer Liha        | 25         | 0          | 0     | 0     | 10             | 1              | 35     | 1      |
| 2023/24 | SK Dnipro-1    | Premjer Liha        | 24         | 1          | 1     | 0     | 6              | 0              | 31     | 1      |
| 2024    | Austin         | Major League Soccer | 0          | 0          | 0     | 0     | —              | —              | 0      | 0      |
| Totaal  | Totaal         | Totaal              | 190        | 3          | 14    | 0     | 29             | 2              | 233    | 5      |

Bijgewerkt op 22 juli 2024.

## Interlandcarrière
Svatok maakte zijn debuut in het Oekraïens voetbalelftal op 26 maart 2023, toen een kwalificatiewedstrijd voor het EK 2024 gespeeld werd tegen Engeland. Door doelpunten van Harry Kane en Bukayo Saka won dat land het duel met 2–0. Svatok mocht van bondscoach Roeslan Rotan in de basisopstelling beginnen en hij speelde het gehele duel.
In mei 2024 werd Svatok door bondscoach Serhij Rebrov opgenomen in de selectie van Oekraïne voor het EK 2024 in Duitsland. Oekraïne werd in de groepsfase uitgeschakeld na een nederlaag tegen Roemenië (3–0), een overwinning op Slowakije (1–2) en een gelijkspel tegen België (0–0). Svatok kwam op het EK in één duel in actie.
| Interlands van Oleksandr Svatok voor Oekraïne | Interlands van Oleksandr Svatok voor Oekraïne | Interlands van Oleksandr Svatok voor Oekraïne | Interlands van Oleksandr Svatok voor Oekraïne | Interlands van Oleksandr Svatok voor Oekraïne | Interlands van Oleksandr Svatok voor Oekraïne |
| №                                             | Datum                                         | Wedstrijd                                     | Uitslag                                       | Competitie                                    | Goals                                         |
| Als speler bij SK Dnipro-1                    | Als speler bij SK Dnipro-1                    | Als speler bij SK Dnipro-1                    | Als speler bij SK Dnipro-1                    | Als speler bij SK Dnipro-1                    | Als speler bij SK Dnipro-1                    |
| --------------------------------------------- | --------------------------------------------- | --------------------------------------------- | --------------------------------------------- | --------------------------------------------- | --------------------------------------------- |
| 1                                             | 26 maart 2023                                 | Engeland – Oekraïne                           | 2 – 0                                         | EK 2024 kwalificatie                          |                                               |
| 2                                             | 19 juni 2023                                  | Oekraïne – Malta                              | 1 – 0                                         | EK 2024 kwalificatie                          |                                               |
| 3                                             | 14 oktober 2023                               | Oekraïne – Noord-Macedonië                    | 2 – 0                                         | EK 2024 kwalificatie                          |                                               |
| 4                                             | 17 oktober 2023                               | Malta – Oekraïne                              | 1 – 3                                         | EK 2024 kwalificatie                          |                                               |
| 5                                             | 20 november 2023                              | Oekraïne – Italië                             | 0 – 0                                         | EK 2024 kwalificatie                          |                                               |
| 6                                             | 3 juni 2024                                   | Duitsland – Oekraïne                          | 0 – 0                                         | Vriendschappelijk                             |                                               |
| 7                                             | 26 juni 2024                                  | Oekraïne – België                             | 0 – 0                                         | EK 2024                                       |                                               |

Bijgewerkt op 22 juli 2024.